# محمد مفيد
محمد مفيد (مواليد 12 يناير 2000) هو لاعب كرة قدم مغربي. يشغل مركز ظهير أيمن بنادي نادي الوداد الرياضي.

## الإنجازات
الجيش الملكي
- الدوري المغربي : 2023–24
- كأس العرش : 2019–20

## وصلات خارجية
- محمد مفيد على موقع قاعدة بيانات كرة القدم.إي يو (الإنجليزية)